# Mike Estep
Mike Estep (Dallas, 19 luglio 1949) è un ex tennista statunitense.

## Carriera
In carriera ha vinto 2 titoli in singolare e 7 titoli di doppio. Nei tornei del Grande Slam ha ottenuto il suo miglior risultato raggiungendo le semifinali di doppio misto all'Open di Francia nel 1983, e i quarti di finale sempre di doppio misto a Wimbledon nel 1984. Ha raggiunto inoltre i quarti di finale di doppio all'Open di Francia nel 1973, a Wimbledon nel 1976 e agli Australian Open nel 1980 e 1982.

## Statistiche

### Singolare

#### Vittorie (2)
| Numero | Anno | Torneo                                        | Superficie | Avversario in finale | Punteggio               |
| 1.     | 1973 | Pennsylvania Lawn Tennis Championship, Merion | Erba       | Gene Scott           | 7–5, 3–6, 7–6, 3–6, 7–5 |
| 2.     | 1976 | Khartoum International, Khartoum              | Cemento    | Thomaz Koch          | 6-4 6-7 6-4 6-3         |

### Doppio

#### Vittorie (7)
| Numero | Anno | Torneo                               | Superficie  | Compagno        | Avversari in finale                   | Punteggio      |
| 1.     | 1973 | Omaha Open, Omaha                    | Cemento     | William Brown   | Jimmy Connors Juan Gisbert            | Abbandono      |
| 2.     | 1973 | Salt Lake City Open, Salt Lake City  | Cemento     | Raúl Ramírez    | Jiří Hřebec Jan Kukal                 | 6-4, 7-6       |
| 3.     | 1973 | Calgary Indoor, Calgary              | Indoor      | Ilie Năstase    | Szabolcz Baranyi Peter Szoke          | 6-7, 7-5, 6-3  |
| 4.     | 1973 | Trofeo Lois, Valencia                | Terra rossa | Ion Țiriac      | Patrick Hombergen Bernard Mignot      | 6-4, 1-6, 10-8 |
| 5.     | 1973 | Jakarta Open, Giacarta               | Cemento     | Ian Fletcher    | John Newcombe Allan Stone             | 7-5, 6-4       |
| 6.     | 1974 | U.S. Professional Indoor, Filadelfia | Sintetico   | Pat Cramer      | Jean-Baptiste Chanfreau Georges Goven | 6-1, 6-1       |
| 7.     | 1975 | Washington Indoor, Washington        | Sintetico   | Russell Simpson | Anand Amritraj Vijay Amritraj         | 7–6, 6–3       |